# Какабадзе, Силован Якимович
Силова́н Яки́мович Какаба́дзе (груз. სილოვან იოაკიმეს ძე კაკაბაძე; 1895—1993) — грузинский советский скульптор. Народный художник Грузинской ССР (1963). Лауреат Сталинской премии второй степени (1941).

## Биография
Родился 31 июля (12 августа) 1895 года.
Был рабочим-механиком. После Октябрьской революции стал посещать студию М. И. Тоидзе. В 1922—1930 годах учился сначала на живописном, потом на скульптурном факультете Тбилисской Академии художеств у Я. И. Николадзе. С 1932 года преподавал в ней. Работал в жанре монументальной и портретной скульптуры. Член ВКП(б) с 1930 года.

## Творчество
- памятник И. В. Сталину в Тбилиси (1939)
- памятник А. Г. Цулукидзе (1949)
- скульптурная композиция «Партизаны»

скульптурные портреты
- С.-С. Орбелиани (1947)
- Г. В. Табидзе (1947)
- академика И. С. Бериташвили (1955)
- генерала Н. Т. Таварткиладзе (1964)
- Тинатин (1966)
- Н. А. Каландаришвили (1961, гипс; 1967, мрамор)
- Г. К. Жукова
- лётчика С. С. Панкратова
- Героя Советского Союза, советского военачальника, генерал-полковника К. Н. Леселидзе (1974)

В 1975 году в посёлке Леселидзе открыт памятник Константину Николаевичу Леселидзе, автором которого является Силован Якимович Какабадзе. Во время войны в Абхазии в сентябре 1992 года после взятия абхазами города Гагра памятник был уничтожен.
Умер в Тбилиси 10 июня 1993 года.

## Награды и премии
- орден Трудового Красного Знамени (30.9.1965)
- орден Дружбы народов (22.8.1986)
- два ордена «Знак Почёта» (24.2.1941[2]; 17.04.1958)
- Сталинская премия второй степени (1941) — за монумент И. В. Сталина в Тбилиси (1939)[3]
- Народный художник Грузинской ССР